# چوکادی‌باشوو
چوکادی‌باشوو (انگلیسی: Chukadybashevo) یک شهرک در شهرستان تویمازینسکی استان باشقیرستان کشور روسیه است.